# Sismo na Papua-Nova Guiné de 2022
O sismo na Papua-Nova Guiné de 2022 foi um sismo de magnitude 7,6 ou 7,7 que atingiu a Papua-Nova Guiné, em 11 de setembro de 2022, na parte norte da província de Morobe. O sismo de falha normal ocorreu com uma profundidade de hipocentro de 90 km abaixo da Faixa de Finisterra. Foi estimada uma intensidade máxima de Mercalli Modificada percebida de VIII (Severo). A agitação foi amplamente sentida em todo o país e até na vizinha Indonésia. Doze pessoas morreram e 42 ficaram feridas. É o sismo mais forte a atingir o país desde 2002.

## Antecedentes e configuração tectônica

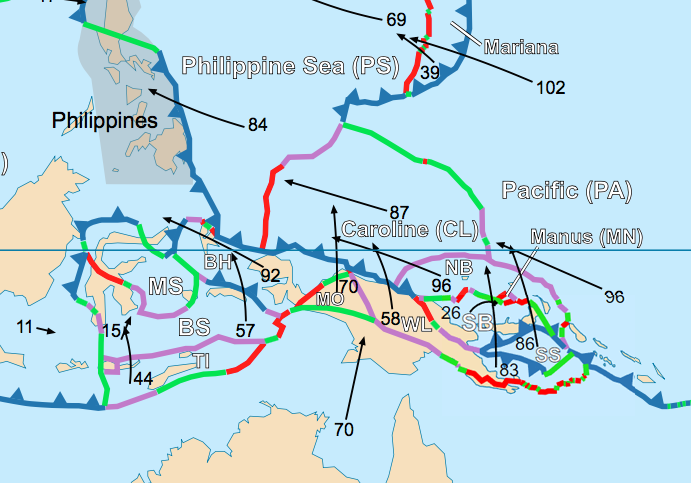
Um mapa tectônico da região da Papua-Nova Guiné

O moto ocorreu em uma região tectônica complexa onde a placa australiana se move em direção leste-nordeste em relação à placa do Pacífico. Ele se move a uma velocidade de cerca de 100 milímetros por ano. Os sismos nesta região geográfica estão geralmente associados à convergência em larga escala dessas duas placas principais e às interações complexas de várias microplacas associadas, mais notavelmente a Placa Bismarck do Sul, a microplaca do Mar de Salomão e a Placa Woodlark.
O sismo ocorreu nas profundezas da cordilheira de Finisterra. Esta grande cordilheira consiste principalmente de vulcânicos e estratos vulcânicos que foram erguidos há 3,7 milhões de anos. A cordilheira é propensa a deslizamentos de terra devido a chuvas e sismos. Em 1993, uma série de sismos atingiu a cordilheira e causou séria destruição.
Papua Nova Guiné é uma das áreas geologicamente e sismicamente mais ativas do mundo. Estima-se que mais de 100 sismos de magnitude 5 ou maior ocorram a cada ano no país. A vulnerabilidade sísmica de Papua Nova Guiné foi reconhecida em 1982 após o desenvolvimento de mapas de risco. No entanto, esses mapas não refletiam com precisão o nível real de perigo, muitas vezes subestimado. Os códigos de construção atuais no país foram baseados em informações desatualizadas. Além disso, a maioria dos edifícios são construídos com alvenaria e não são resistentes a sismos.

## Sismo
O sismo mediu 7,6 na magnitude do momento da fase W (M) escala a uma profundidade de 90 km pelo Serviço Geológico dos Estados Unidos (USGS). Enquanto isso, GEOSCOPE mediu no momento magnitude 7,7 M a uma profundidade de 39 km enquanto o Centro Sismológico Europeu-Mediterrâneo mediu em 7,6 M com profundidade de 80 km. Foi o resultado de falhas normais em uma profundidade intermediária ao longo de um plano de mergulho noroeste-leste oeste e raso de norte-nordeste ou um plano de mergulho sul íngreme e leste. O USGS disse que os eventos normais de falha deste tamanho são tipicamente cerca de 75 km por 30 km em tamanho (comprimento × largura). Considerado um sismo de profundidade intermediária, esses eventos representam deformação dentro de lajes subduzidas em vez de na interface de placas rasas entre as placas tectônicas subduzidas e sobrepostas. Eles normalmente causam menos danos na superfície do solo acima de seus focos do que é o caso de sismos de foco raso de magnitude semelhante, mas grandes sismos de profundidade intermediária podem ser sentidos a grandes distâncias de seus epicentros. Sismos de foco profundo, aqueles com profundidades focais superiores a 300 km, também ocorrem sob Papua Nova Guiné e no Mar de Bismarck, a nordeste.

## Danos

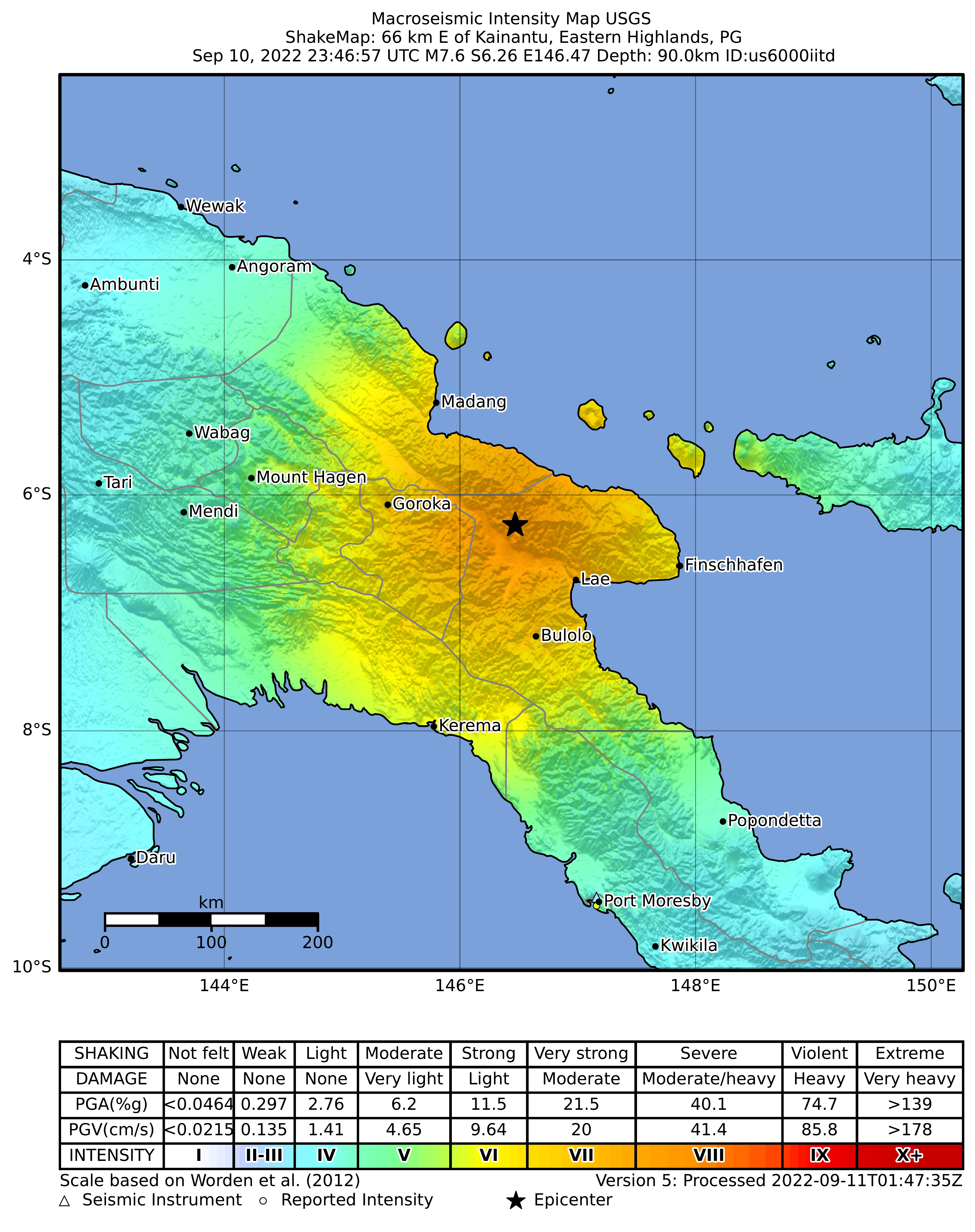
ShakeMap criado pelo USGS

Um total de doze pessoas foram mortas e 42 ficaram feridas, O primeiro-ministro James Marape afirmou que a extensão da destruição e das baixas era desconhecida e que várias regiões foram impactadas. De acordo com Kessy Sawang, um político local, havia sérios e potenciais para mais vítimas em assentamentos ao redor da cordilheira de Finisterre e ao longo da costa. Ela acrescentou que muitas pessoas e casas foram engolidas por deslizamentos de terra. Um funcionário de Port Moresby, capital do país, disse que os danos provavelmente foram significativos para um sismo desse tamanho. Três mortes foram relatadas em Wau, uma cidade de mineração de ouro. O diretor de desastres da província de Morobe, Charley Masange, relatou ferimentos causados por estruturas e detritos desmoronados. Instalações médicas, casas, estradas e estradas principais foram danificadas. Uma pessoa foi morta no distrito de Rai Coast devido a um deslizamento de terra. Em Kabwum, três pessoas morreram e muitas ficaram feridas. Edifícios desabaram no distrito e alguns sobreviventes foram transportados de avião. Autoridades disseram que mineiros foram soterrados por um deslizamento de terra na província de Lae.
Uma aerofotogrametria da província de Morobe pela Mission Aviation Fellowship revelou deslizamentos de terra, mas os danos foram limitados. A maioria das casas nas aldeias montanhosas permaneceu intacta. Moradores da cidade relataram "tremor muito forte". Os danos consistiram em estradas rachadas, prédios e carros danificados e itens caindo das prateleiras dos supermercados. Oleodutos quebrados e escombros caindo foram relatados em Kainantu, uma cidade de 10.000 pessoas. Lá, o tremor durou mais de um minuto. A região montanhosa onde existem aldeias dispersas e dezenas de milhares de habitantes, também pode ter sido afetada. Na Universidade de Goroka, um dormitório de sete andares sofreu grandes rachaduras e os toldos das janelas caíram. Dez estudantes da universidade ficaram feridos e mais de 150 foram deslocados. O tremor foi sentido em todo o país. Também foi sentido nas cidades indonésias de Merauke, Jayapura e Wamena.
A usina hidrelétrica de Ramu em Kainantu foi danificada, levando a uma interrupção completa de energia nas províncias de Madang e Morobe. Instalações de fornecimento de energia em toda a região, inclusive em Lae e Madang, também foram danificadas. A rede de cabos submarinos Kumul que liga Port Moresby e Madang, bem como o Pipe Pacific Cable que liga Port Moresby e Sydney foram interrompidos. Vários danos foram relatados nos cabos, causando interrupção nos serviços de Internet. A ruptura dos cabos afetou as Terras Altas da Nova Guiné, as ilhas e as regiões de Momase. A Highlands Highway foi danificada, principalmente em Markham e Ramu. Um reconhecimento aéreo da cordilheira de Finisterre encontrou deslizamentos de terra ativos. Deslizamentos de terra também foram suspeitos no distrito de Rai Coast, perto do epicentro do sismo. Pelo menos 15 casas em uma vila do governo em Madang foram danificadas ou desabaram. Muitos habitantes em outras partes da província ficaram desabrigados. Na própria cidade de Madang, 389 casas foram destruídas e 10 pessoas ficaram feridas.

## Respostas
Às 23:55 UTC, o Centro de Alerta de Tsunami do Pacífico emitiu uma mensagem de ameaça de tsunami alertando sobre o potencial de ondas de tsunami perigosas ao longo das costas de Papua Nova Guiné e Indonésia, dentro de 1 000 km do epicentro. O PTWC anunciou às 00:25 UTC que a ameaça do tsunami havia terminado. No entanto, observou que “pequenas flutuações do nível do mar em algumas áreas costeiras” eram possíveis. O USGS estimou que “algumas baixas e danos são possíveis e o impacto deve ser relativamente localizado” em seu serviço PAGER. Temendo um tsunami, os habitantes costeiros evacuaram para terrenos mais altos depois de relatar uma queda no nível do mar.
Pequenas companhias aéreas e grupos missionários ajudaram no transporte aéreo de sobreviventes feridos das comunidades da selva. Um participante das operações disse que o relevo da paisagem e o clima estão tornando o transporte aéreo dos sobreviventes um desafio. O primeiro-ministro Marape instruiu grupos de desastres nacionais e provinciais a fazer um levantamento dos danos. Ele acrescentou que o grau de dano deve ser menor do que o causado pelo sismo de 2018. A mineradora K92 em Kainantu interrompeu temporariamente as operações para realizar uma inspeção no local e garantir a segurança dos trabalhadores. Nenhum dano maior foi relatado. No entanto, bombas e tubulações foram levemente danificadas. As operações foram retomadas após oito horas para reparar os equipamentos danificados. Avaliações de danos estavam sendo feitas na Barragem de Yonki.
Mais de 150 estudantes deslocados da Universidade de Goroka foram temporariamente alojados nas aldeias de Okiyufa, Asariufa e North Goroka, e também em salas de aula. A universidade também impediu que os alunos entrassem no dormitório danificado. Em Bulolo, um funcionário disse que os danos ainda estavam sendo avaliados em 13 de setembro. Rockfalls ainda estavam sendo relatados. Muitos sobreviventes nas comunidades rurais das montanhas ainda esperavam para serem resgatados por voluntários e companhias aéreas particulares. A DataCo PNG Ltd disse que estão sendo feitos trabalhos de avaliação e restauração de danos ao longo de seu sistema de cabos submarinos. Eles acrescentaram que os clientes podem sofrer interrupções nas regiões de Eastern Highlands, Lae e Kokopo. As escolas em Morobe foram aconselhadas a relatar danos aos funcionários de desenvolvimento do distrito para que a assistência pudesse ser prestada, no entanto, tais relatórios ainda não foram feitos.
Funcionários do governo distrital de Madang e Morobe se reuniram para discutir os planos de distribuição dos esforços de socorro. A extensão dos danos ainda estava sendo avaliada e as comunidades afetadas continuam a ser identificadas. Autoridades disseram que a distribuição de alimentos e outros suprimentos essenciais seria uma prioridade. As autoridades de Kabwum disseram que não puderam prestar assistência porque os prédios do governo foram destruídos durante a violência eleitoral. O primeiro-ministro Marape disse que 10 milhões de kinas seriam fornecidos para financiar os esforços de socorro.